# Região Geográfica Intermediária de Colatina
A Região Geográfica Intermediária de Colatina é uma das quatro regiões intermediárias do estado brasileiro do Espírito Santo e uma das 134 regiões intermediárias do Brasil, criadas pelo Instituto Brasileiro de Geografia e Estatística (IBGE) em 2017. É composta por 18 municípios, distribuídos em duas regiões geográficas imediatas.
Sua população total estimada pelo Instituto Brasileiro de Geografia e Estatística (IBGE) para 1º de julho de 2018 é de 457 256 de habitantes, distribuídos em uma área total de 12 493,527 km².
Colatina é o município mais populoso da região intermediária, com 121 580 habitantes, de acordo com estimativas de 2018 do Instituto Brasileiro de Geografia e Estatística (IBGE).

## Regiões geográficas imediatas
| Região geográfica imediata                 | Municípios | População Estimativa 2018 | Área (km²) |
| ------------------------------------------ | --- | ------------------------- | ---------- |
| Região Geográfica Imediata de Colatina     | Águia Branca Alto Rio Novo Baixo Guandu Colatina Governador Lindenberg Itaguaçu Mantenópolis Marilândia Pancas São Domingos do Norte São Gabriel da Palha São Roque do Canaã Vila Valério | 319 845                   | 6 917,079  |
| Região Geográfica Imediata de Nova Venécia | Água Doce do Norte Barra de São Francisco Ecoporanga Nova Venécia Vila Pavão | 137 411                   | 5 576,448  |
| Total                                      | 18 | 457 256                   | 12 493,527 |